# Мая (Порту)
Ма́я (порт. Maia; ['maiɐ]) — город в Португалии, центр одноимённого муниципалитета в составе округа Порту. Находится в составе крупной городской агломерации Большой Порту. По старому административному делению входил в провинцию Дору-Литорал. Входит в экономико-статистический субрегион Большой Порту, который входит в Северный регион. Численность населения — 40 тыс. жителей (город), 120,1 тыс. жителей (муниципалитет) на 2001 год. Занимает площадь 83,70 км².

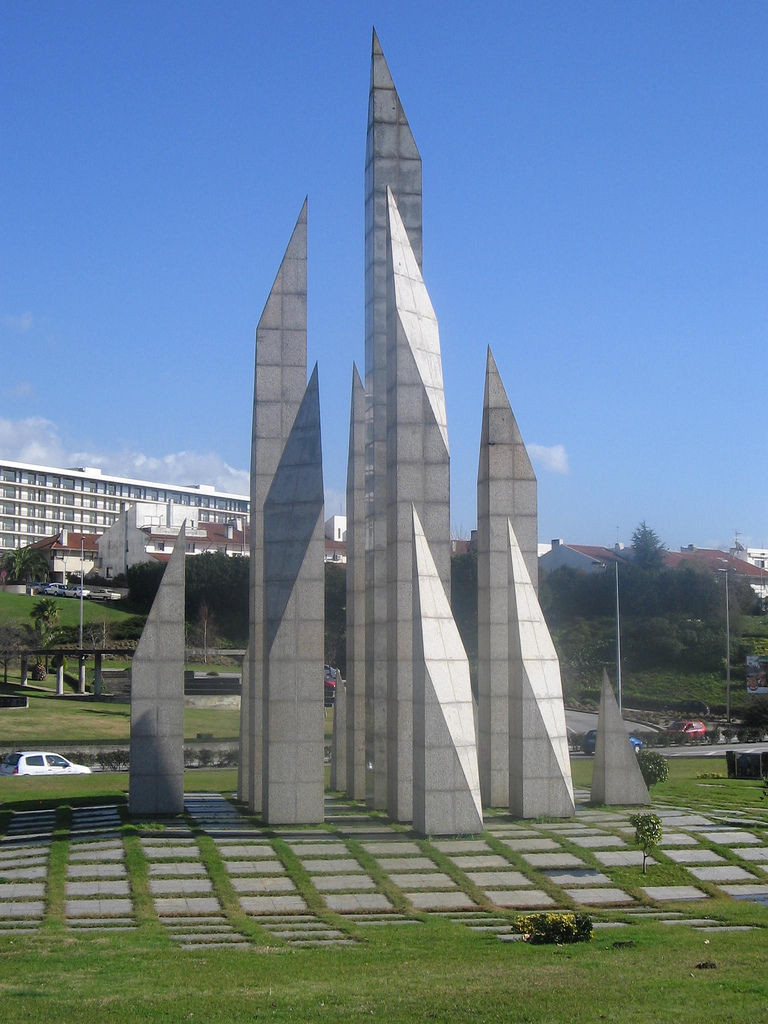

Покровителем города считается Архангел Михаил (порт. São Miguel).

## Расположение
Город расположен в 9 км на север от адм. центра округа города Порту.
Муниципалитет граничит:
- на севере — муниципалитеты Трофа, Санту-Тирсу
- на востоке — муниципалитет Валонгу
- на юго-востоке — муниципалитет Гондомар
- на юге — муниципалитет Порту
- на юго-западе — муниципалитет Матозиньюш
- на северо-западе — муниципалитет Вила-ду-Конде

## История
Город основан в 1519 году.

## Население
| Численность населения муниципалитета по годам | Численность населения муниципалитета по годам | Численность населения муниципалитета по годам | Численность населения муниципалитета по годам | Численность населения муниципалитета по годам | Численность населения муниципалитета по годам | Численность населения муниципалитета по годам | Численность населения муниципалитета по годам | Численность населения муниципалитета по годам | Численность населения муниципалитета по годам |
| --------------------------------------------- | --------------------------------------------- | --------------------------------------------- | --------------------------------------------- | --------------------------------------------- | --------------------------------------------- | --------------------------------------------- | --------------------------------------------- | --------------------------------------------- | --------------------------------------------- |
| 1801                                          | 1849                                          | 1900                                          | 1930                                          | 1960                                          | 1981                                          | 1991                                          | 2001                                          | 2004                                          | 2006                                          |
|                                               | 16 539                                        | 20 367                                        | 29 536                                        | 53 643                                        | 81 679                                        | 93 151                                        | 120 111                                       | 130 254                                       | 135 700                                       |

## Состав муниципалитета
В муниципалитет входят следующие районы:

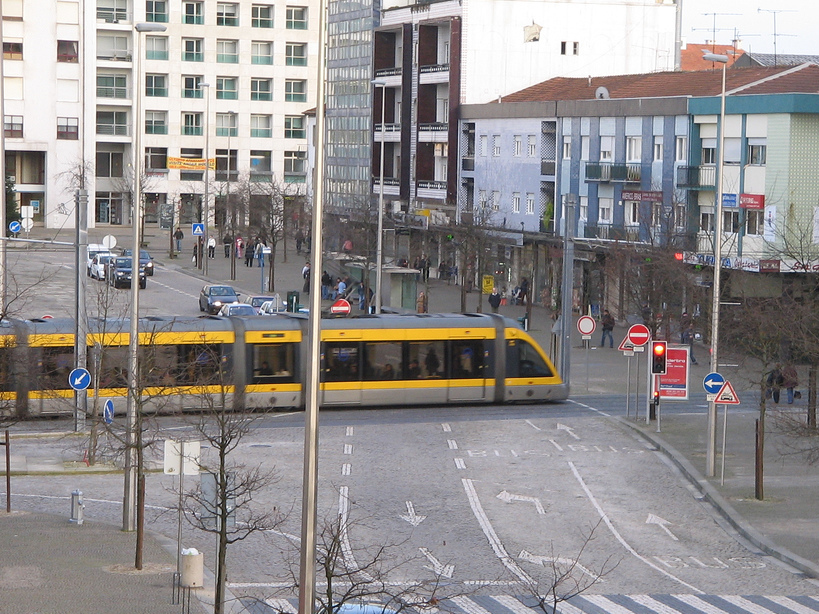

| - Барка - Фолгоза - Жемунде - Гондин - Гейфайнш - Мая - Мильейрош - Морейра - Ногейра | - Педросуш - Санта-Мария-де-Авиозу - Силва-Эшкура - Сан-Педру-Финш - Сан-Педру-де-Авиозу - Вермойн - Вила-Нова-да-Телья - Агуаш-Санташ |